# Бобонов, Давлат Хусниддин угли
Давлат Хусниддин угли Бобонов (род. 7 июня 1997, Нуратинский район, Навоийская область) — узбекский дзюдоист, чемпион и призёр чемпионатов мира, чемпион Азии 2021 года. Бронзовый призёр Олимпийских игр 2020 в Токио. Заслуженный спортсмен Республики Узбекистан.

## Биография
Родился в 1997 году в селе Чуя Нуратинского района Навоийской области Узбекистана.
Проходил обучение в Самаркандском областном олимпийском колледже. Поступил на обучение в Самаркандский государственный университете. Тренируется у Нурали Кобилова.

## Спортивная карьера
В 2020 году на турнире серии Большой шлем по дзюдо в Дюссельдорфе одержал победу, поборов в финале спортсмена из Украины Кеджау Ньябали.
В 2021 года в Кыргызстане, в Бишкеке на чемпионате Азии в весовой категории до 90 кг завоевал чемпионский титул, победив в финале спортсмена из Японии Сёитиро Мукая.
На предолимпийском чемпионате мира 2021 года, который проходил в Будапеште в Венгрии завоевал серебряную медаль в весовой категории до 90 кг, уступив в финале испанскому спортсмену Николозу Шеразадишвили.